# Fexinidazole
Fexinidazole là một chất chống độc tố. Nó có hoạt tính chống lại Trypanosoma cruzi, Tritrichomonas fetus, Trichomonas vaginalis, Entamoeba histolytica, Trypanosoma brucei,  và Leishmania donovani. Các chất chuyển hóa hoạt động có liên quan đến sinh học in vivo là sulfoxide và sulfone. Fexinidazole được phát hiện bởi công ty dược phẩm Hoechst AG của Đức, nhưng sự phát triển của nó như là một dược phẩm đã bị dừng lại vào những năm 1980. Fexinidazole hiện đang được nghiên cứu thông qua sự hợp tác giữa Sanofi và Thuốc cho các sáng kiến về bệnh không được chú ý (DNDi) để điều trị bệnh Chagas và bệnh trypanosomia ở người châu Phi (bệnh ngủ). Fexinidazole là ứng cử viên thuốc đầu tiên trong điều trị bệnh ngủ giai đoạn tiến triển trong ba mươi năm.
Một thử nghiệm lâm sàng tại Cộng hòa Dân chủ Congo và Cộng hòa Trung Phi đã kết luận rằng fexinidazole có tỷ lệ thành công 91,2 trong điều trị bệnh ngủ, 18 tháng sau khi điều trị; những kết quả này đã được công bố trên Lancet năm 2017.
Fexinidazole Winthrop, một sản phẩm của Sanofi -Aventis được phát triển với DNDi, đã nhận được sự chứng thực tích cực từ Cơ quan Dược phẩm Châu Âu vào ngày 15 tháng 11 năm 2018, để sử dụng tại các thị trường ngoài châu Âu. Nó đã được phê duyệt để điều trị bệnh Trypanosoma brucei gambiense ở người châu Phi (HAT) ở Cộng hòa Dân chủ Congo (DRC) vào tháng 12 năm 2018.